# استراتيجيات الكر والفر
هذه المقالة عن استخدام التكتيكات العسكرية في مجال الحرب وبعض المجالات الأخرى.

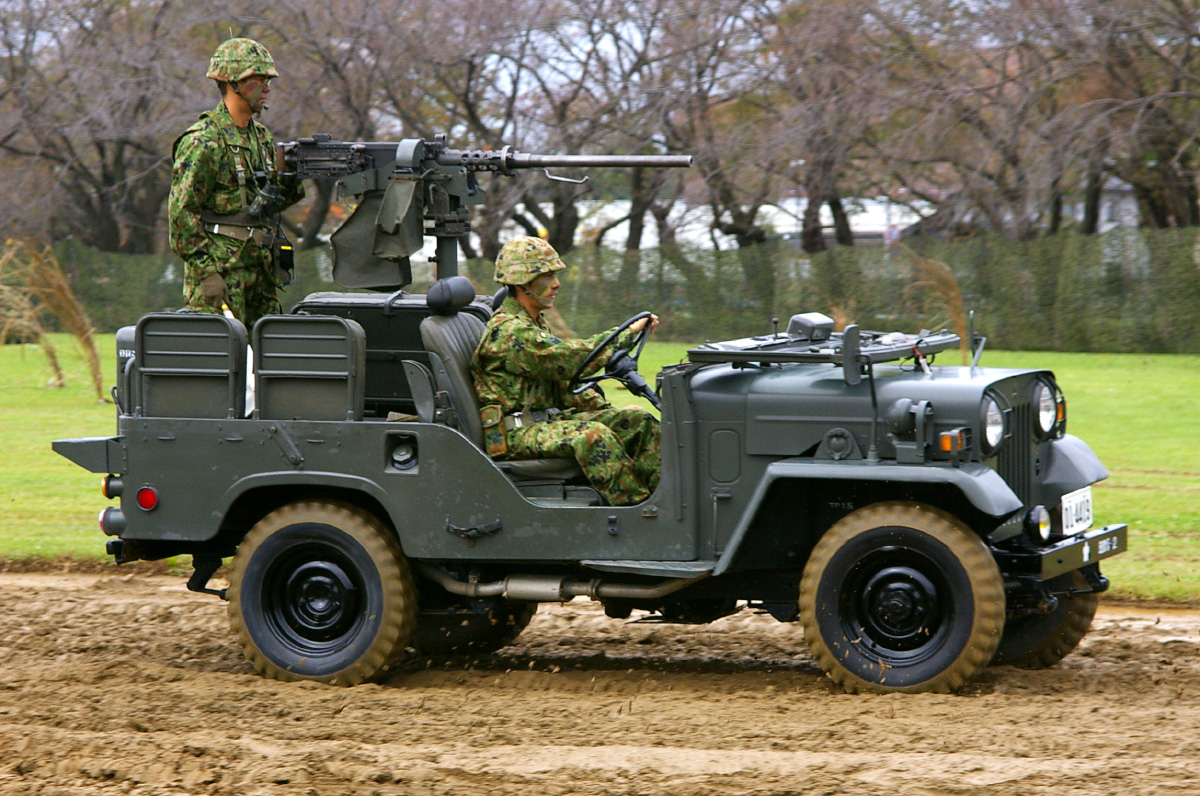
شاحنة خفيفة عسكرية تابعة لقوة الدفاع الذاتي البرية اليابانية مسلحة بمدفع رشاش ثقيل لعمليات التحرش المضادة للأفراد.

استراتيجيات الكر والفرْ (الإنجليزية:Hit-and-run tactics): هِي عَقيدة تكتيكية لاستِخدام الهَجَماتِ المُفاجئةِ القصيرةِ، والانْسِحابِ قبلَ أنْ يَتَمكنْ العَدُو من الرّد بقوةٍ والمناورةِ باسْتمرار لتجَنُبِ المشارَكة والمهاجَمة الكاملة مع العَدُو، حَيثُ تَهدِف هَذه التَكتيكات إلى إضعافِ قُوات العَدُو ببطء مِنْ خلال الغَارات والمُضايقات والمُناوَشات مَعْ الحَد مِنْ المَخاطر على القواتِ الصديقةِ بدلاً من هَزيمةِ العَدُو بشكلٍ حاسم أو الاستيلاء على أراضيه، وفي مِثلِ هذه التَكتيكات يمْكِن أيْضاً فَضح نِقاط الضُعف الدِفاعية للعَدُو وتَحقيق تَأثير نَفسِي على مَعنوياتِ العَدُو.
يُعتَبر الصَدم والفَر التكتيك الأَساسي لِحَرب العِصابات وحَركات المُقاومة المُسلحة، عادة ما يبالغ العَدُو في ضربِ القوة المُهاجمة لِدَرجة أنه يَجِب تَجَنُب أي قِتال مُستَمرْ. ومع ذلك، غالباً ما تَستخدِم قُوات الجَيشْ النظامِي تَكْتيكات الصَدمْ والفَرْ على المدى القَصير، وعَادة استعداداً لاشْتباك واسع النطاق في وقتٍ لاحق مع العَدُو، مَتى وأينْ يَنبغي أنْ تكونْ الظروف أكثر مُلاءمة.
اقرأ أيضاً: حرب العصابات الإيطالية في إثيوبيا، قوة الدفاع الذاتي البحرية اليابانية

## الاستخدام التاريخي

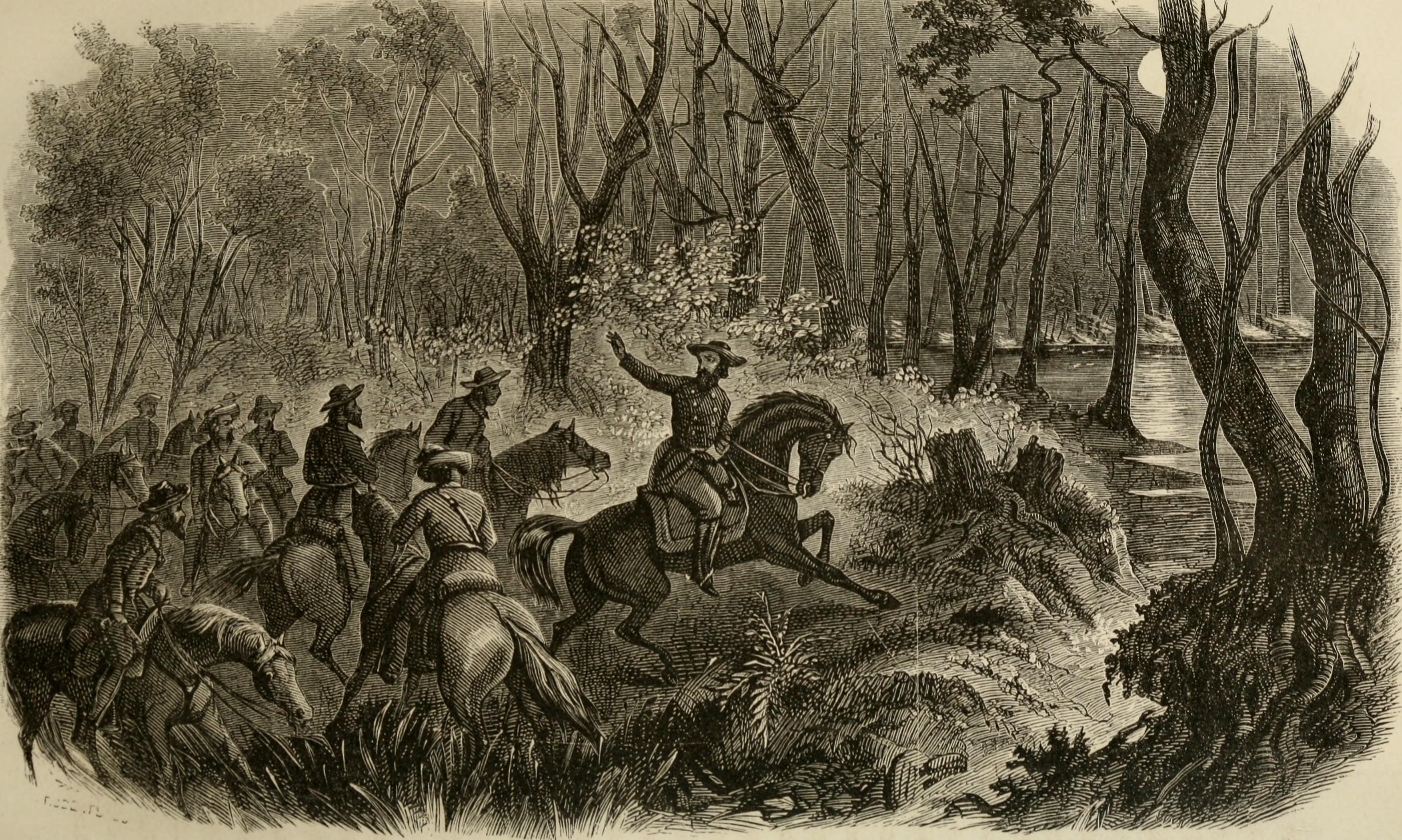
قام سلاح الفرسان التابع لجيمس ستيوارت بتنفيذ سلسلة من الغارات حول جيش جورج ماكليلان في معارك الأيام السبعة باستخدام تكتيكات الصدم والفر.

الرُّومان: واجَهَ الرُّومان هذا التَكتيك لأولِ مرةَ في الحُروبِ اللوسيتانية، حَيثُ استخدَمَ اللوستيان التَكتيك المُسَمى (الصاخب -concursare)، وشَمِلَ ذَلك تَوْجيه الاتِهام إلى الأمامِ ضِد خُطوط العَدُو فَقَط للتَراجُع بَعدَ اشْتباك قَصير أو دونَ الاشْتباك، والذي اتبعَهُ المَزيد من الهَجماتِ في إيقاع مماثل، ومن خلالِ هذه الطّريقة قاد اللوستيان الجُيوش الرومانية لكسر التكوين ومطاردتهم، والاستفادة من هذا لقيادتهم إلى الفخاخ والكمائن.
الإمبراطورية البيزنطية: انتصَر السّلاجقة على الإمبراطورية البيزَنطية في معركة مانزكرت، حَيثُ قامَ سلاح الفرسان باستخدام هَجمات الكر والفّرالتي قامَتْ على وَضع الجيش البيزنطي في حالةٍ من الارتباك التي أثبتَت بأنها قاتلة بمجرد أن بدأت في التراجع. وبالمثل، مهّد رُماة الخُيول الفارسية والساسانية في وقتٍ سابق الطريق لهجومِ المنجنيق الذي حقق الانتِصارات الحاسِمة في معركةِ كارهي ومعركة إديسا.
البدو السكيثيين: يعود استخدام استراتيجيات الكر والفرْ إلى البدو السكيثيين في آسيا الوسطى الذين استخدموها ضِدْ داريوس العظيم الإمبراطورية الأخمينية الفارسية وبَعد ذلك ضد الإمبراطورية المقدونية الإسكندر الأكبر.
الأتراك: كما نَجَح الجنرال التركي بيبرس في اسْتخدامِ استراتيجيات الكر والفرْ خلال معركة عين جالوت، وفي حَرْبِ الاستقلالِ التُركيةِ، حاربَ الأتراك الجيش اليوناني بأساليب الصَدِمْ والفرْ قبل تشكيل جيش نظامي.
حروب مختلفة: في حرب فيتنام، استخدَمَتْ قُوات الفيت كونغ استراتيجيات الكر والفرْ لتحقيق فعالية كبيرة ضد القُوات العَسكرية المُناهضة للشيوعية ، كما تَمّ استخدامُه في أفغانستان من قبل قوات المتمردين خلال الحرب السوفيتية الأفغانية، وأيضاََ استخدمتْ جماعات عِراقية مختلفة استراتيجيات الكر والفرْ كجزء من تكتيكاتها ضد قوات الأمن العراقية وقوات التحالف بقيادة الولايات المتحدة في العراق، غالبًا ما تُستخدم المركبات القِتالية المُرتجلة المسماة «التقنيات» في مثل هذه العمليات.

## في الاقتصاد
يُستخدم مُصطلح «الكر والفرْ» أيضًا في الاقتصاد لِوصْف شركة تدخل السوق للاستفادة من الأرباح غير الطبيعية ثم المغادرة، حَيْثُ يُمكن رؤية هذه التكتيكات في السّوقْ التّنافسية.